# 平成筑豐鐵道
平成筑豐鐵道股份有限公司（日语：／ Heisei Chikuhō Tetsudō */?）是在日本福岡縣營運的鐵路公司，由福岡縣與沿線自治體共同出資，以第三部門方式營運，與台灣鐵路管理局平溪線是姊妹鐵路关系。
平成筑豐鐵道承接了JR九州的特定地方交通線伊田線、糸田線、田川線，並於2009年4月經營北九州市門司區的門司港懷舊觀光線（北九州銀行トロッコ列車「潮風号」。除了門司港觀光火車以外，伊田線、糸田線、田川線最初都是由筑豐本線分支到煤礦產地的支線，主要使用單節柴油客車運行，是典型的鄉郊路線。不過由於平成筑豐鐵道采取積極的經營態度，满足了沿線學校學生以及往來田川市立醫院的高齡患者的通勤需求，這些路線成為重要的交通服務，班次跟車站數倍增，連帶使得同區域的西鐵巴士乘客流失，一些巴士路線停駛。
平成筑豐鐵道積極營造大眾參與的氛围，公司曾徵求會員認捐枕木，枕木註記會員名字。2008年在更換列車內裝時，也推出認捐活動與車廂彩繪命名廣告，另外也讓企業在各車站認捐，站名冠上別名。
平成筑豐鐵道原來由福岡縣知事兼任會長，後來為求專注本業改善經營績效，於2017年開始聘用專任的社長，由河合賢一於當年10月4日接任。

## 路線
| 路線顏色 | 中文線名         | 日文線名 | 起點           | 終點               | 距離（公里） |
| -------- | ---------------- | -------- | -------------- | ------------------ | ------------ |
| ■        | 伊田線           |          | 直方（HC1）    | 田川伊田（HC15）   | 16.1         |
| ■        | 糸田線           |          | 金田（HC10）   | 田川後藤寺（HC55） | 6.8          |
| ■        | 田川線           |          | 行橋（HC31）   | 田川伊田（HC15）   | 26.3         |
| ■        | 門司港懷舊觀光線 |          | 九州鐵道紀念館 | 關門海峽和布刈     | 2.1          |

## 外部連結
- 平成筑豐鐵道沿線情報網站  （页面存档备份，存于）（日語）